# Машбиц, Яков Григорьевич
Я́ков Григо́рьевич Ма́шбиц (20 сентября 1928 — 15 сентября 1997) — советский и российский экономико-географ, страновед, латиноамериканист, доктор географических наук (1975), профессор, член-корреспондент Российской академии образования с 6 апреля 1995 года. Известен как специалист в области страноведения, экономической и политической географии.
Член учёных советов Русского географического общества, Московского центра РГО, в географической секции Дома учёных (Москва), в Обществе по культурным связям с зарубежными странами. Принимал активное участие в программе «Лидеры в области окружающей среды и развития».

## Биография
- 1943 г. — эвакуация в Ульяновск, работа учеником слесаря на автозаводе.
- 1945 г. — экстерном окончил школу.
- 1946—1951 гг. — обучение на кафедре экономической и политической географии капиталистических стран географического факультета МГУ.
- 1962 г. — защита кандидатской диссертации, которая была посвящена экономико-географической характеристике Мексике.
- 1973 г. — лауреат Государственной премии СССР (за создание Национального атласа Кубы, в составе авторского коллектива).
- 1975 г. — защита докторской диссертации на тему « Основные проблемы географии населения и хозяйства Латинской Америки».
- 1987 г. — лауреат Государственной премии СССР (за 20-томник «Страны и народы», в составе авторского коллектива).
- С 1995 г. — член-корреспондент Российской академии образования.

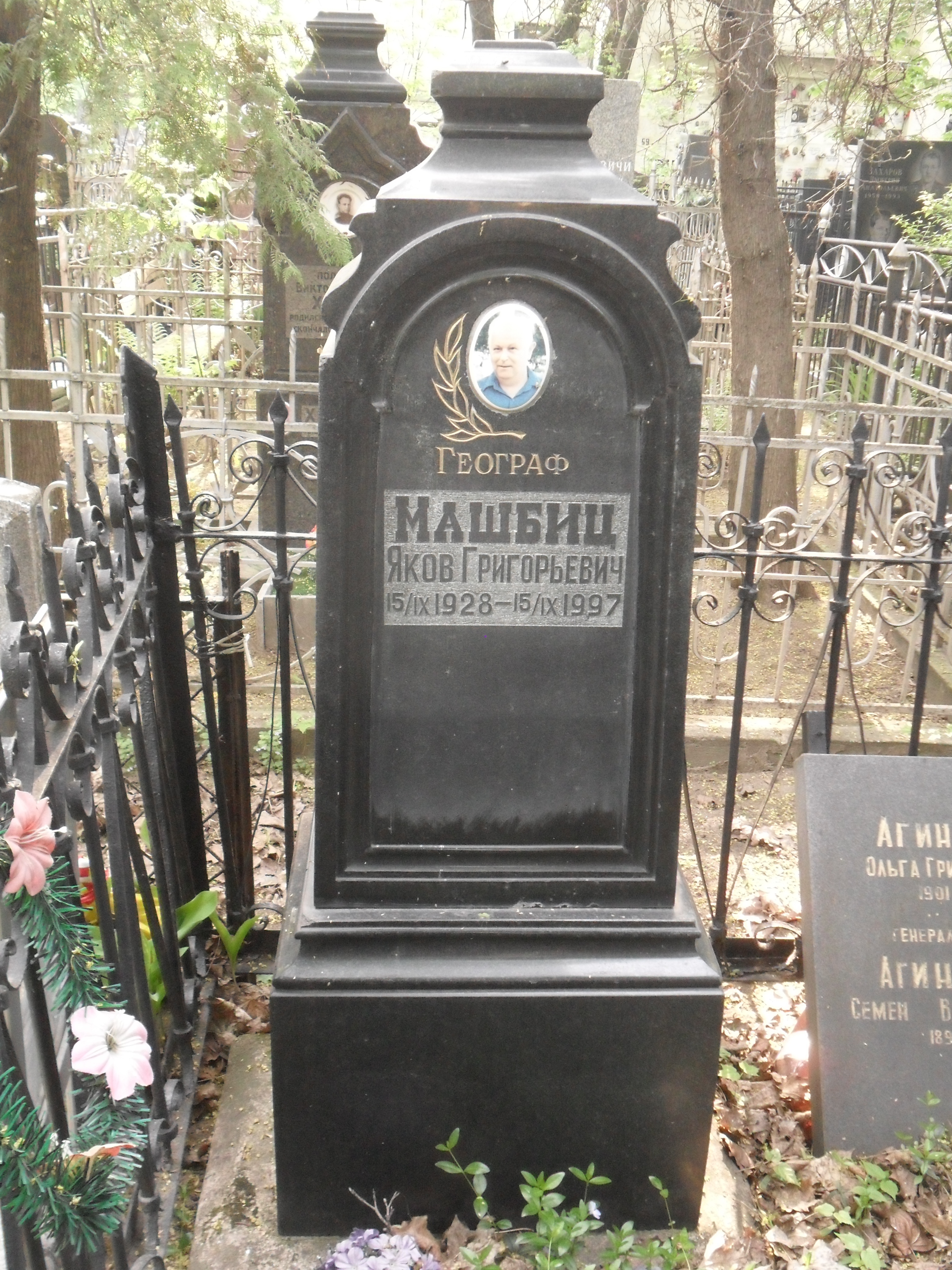
Могила Я. Г. Машбица на Ваганьковском кладбище.

Похоронен на Ваганьковском кладбище (25 уч.).

## Вклад в науку
Синтез научных работ по Латинской Америке и развивающихся стран в целом позволил Я. Г. Машбицу внести самый крупный вклад в географическую науку — становление, развитие и укрепление нового научного направления — проблемного страноведения, значение которого в наше время трудно переоценить.
Много сделано ученым в области географической картографии. Я. Г. Машбиц был одним из главных инициаторов подготовки Национальных атласов как особого класса картографических произведений, участвовал в обосновании ряда принципов построения атласов Вьетнама, Кубы, Монголии, а также атласа «Природа и ресурсы Земли».
Научные заслуги Я. Г. Машбица были признаны и в нашей стране и мировым сообществом географов. Он был единственным европейским ученым, отмеченным почётным дипломом за вклад в изучение Латинской Америки.

## Основные работы
Один из руководителей подготовки научного труда Страны и народы в 20 томах 1978—1985.
Книги
- Мексика. Экономико-географическая характеристика. — М.: Географгиз, 1961.
- Латинская Америка. Проблемы экономической географии — М.: Мысль, 1969.
- Развивающиеся страны: проблемно-типологические страноведческие характеристики (1981).
- Урбанизация и территориальная структура хозяйства развивающихся стран (1985).
- Географическая сущность политической географии (1989).
- Комплексное страноведение. — Смоленск: СГУ, 1998.
- Основы страноведения. — М.: Просвещение, 1998.

Статьи
- Проблемный подход в экономико-географическом страноведении зарубежного мира // Известия АН СССР. Сер. географическая. 1976. № 4 (в соавт. с В. М. Гохманом)

## Научные статьи
- Географическая сущность политической географии // Политчиеская география и современность: тенденции становления научного направления., Л., 1988.
- Яков Машбиц, Кирилл Чистов Ещё раз к вопросу о двух концепциях «этноса» // Известия ВГО,1986. Т.118. Вып. I.
- Парадигмы целостной географии // Новое мышление в географии. — М.: Наука, 1991.
- Проблемный подход в экономико-географическом страноведении зарубежного мира // Известия АН СССР. Сер.геогр. М. Наука 1976, № 4.
- Тенденции развития географической мысли // Известия АН СССР.Сер.геогр. — 1990, № 4.